# Schloss Modlau

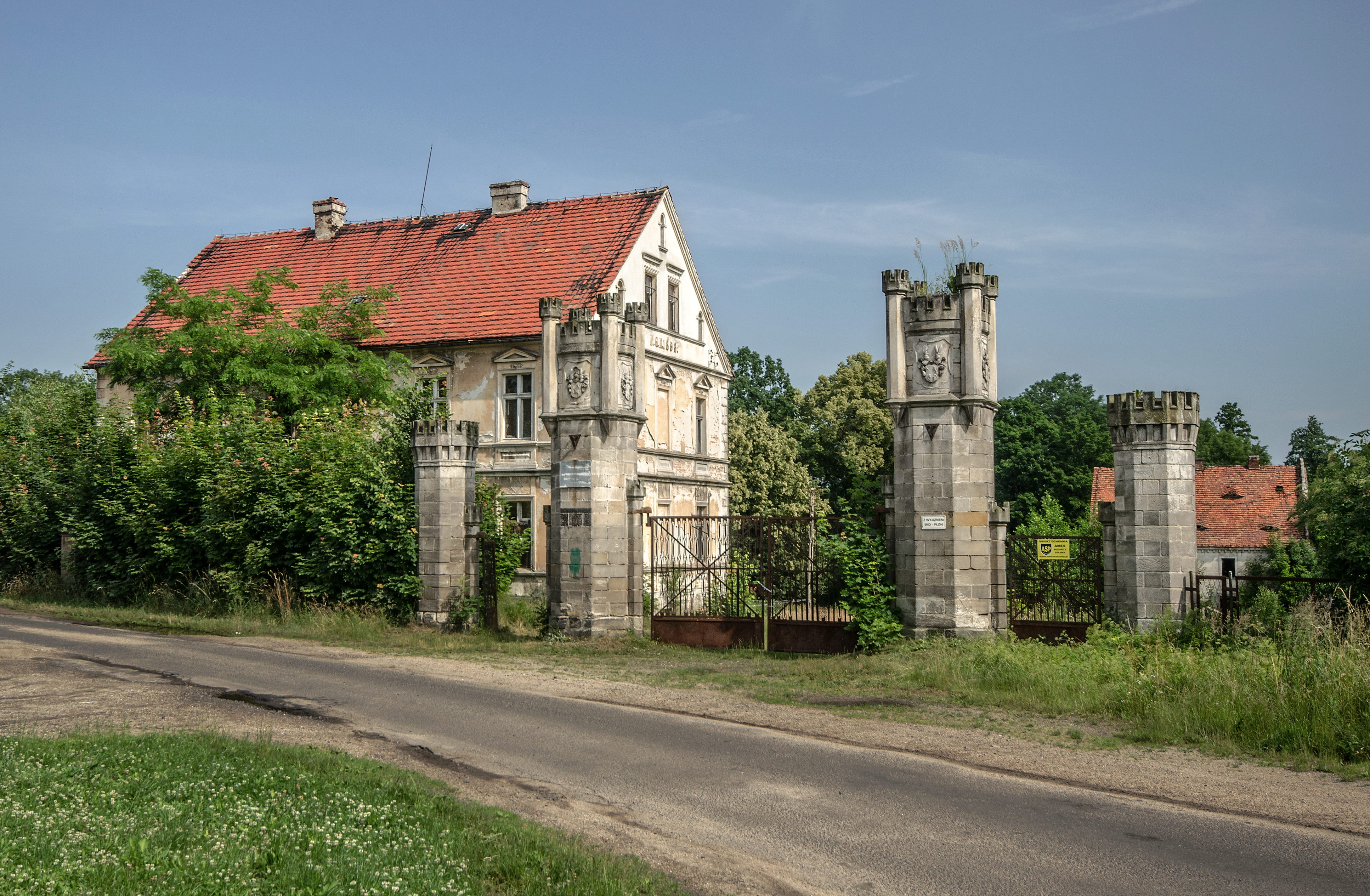
Schloss Modlau

Schloss Modlau (polnisch Pałac w Modle) war ein Schloss im polnischen Modła, Gemeinde Gromadka (Gremsdorf), im Powiat Bolesławiecki (Kreis Bunzlau).

## Geschichte
Modlau ist ein alter Besitz der von Bibran, die, aus dem hennebergschen stammend, im 14. Jahrhundert im Rahmen der Deutschen Ostsiedlung nach Schlesien auswanderten. Zwischen 1564 und 1567 ließ Nickel von Bibran einen ersten Bau an heutiger Stelle errichten. Dieser wies auf halber Höhe angesetzte Ecktürmchen und ein markantes hohes Dach auf. Über dem Portal befanden sich die Wappen der von Hocke, von Kromnau, und von Reder und die Inschrift: „Gott zu Lobe und dem Geschlecht zu Ehren habe ich, Nickel von Bibran, dis Haus angefangen im Jor 1564 und im 1567 Jor verbracht“.
Der letzte Namensträger von Bibran und Modlau starb 1828. Durch Heirat ging der Besitz an Benedikt von Block-Bibran, dann Aurel Graf von Rittberg (1827–1902), zuerst verheiratet mit Wilhelmine von Block genannt Freiin von Bibran und Modlau (1821–1864). In zweiter Ehe verband sich Graf Rittberg mit Freda Burggräfin und Gräfin zu Dohna-Schlodien (1845–1894). Aus der ersten Ehe stammt der Erbe zu Modlau, Graf Max von Rittberg (1861–1930), liiert mit Alice Gräfin Basssewitz-Wohrenstorf-Lützow. Der letzte Modlauer Grundbesitzer war ihr Sohn Aurel Graf von Rittberg (1895–1969), Leutnant a. D., der in erster Ehe, später geschieden, seit 1924 mit Alexandra von Usedom verheiratet war. Sie hatten zwei Kinder, Aurel (* 1925; † vermisst Bromberg 1945) und Beningna (* 1935), beide in Modlau geboren. Nach der Enteignung lebte die Familie von Rittberg-Modlau in den 1950er Jahren in Bad Godesberg.
Nach der polnischen Übernahme der Region wurde das Schloss geplündert und verfiel. Anfang der 1970er Jahre wurde der Bau abgerissen, nur Mauern des Erdgeschosses zeugen heute noch vom Schlossbau.

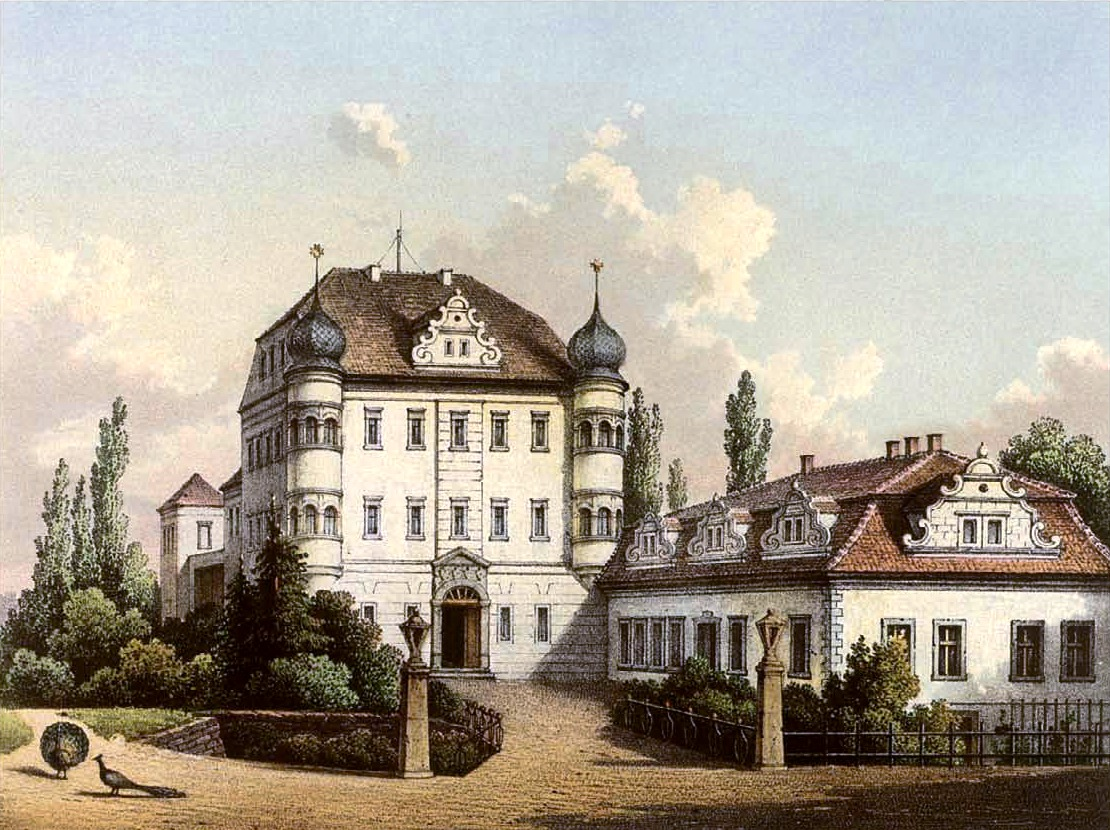
Schloss Modlau in der Sammlung Duncker
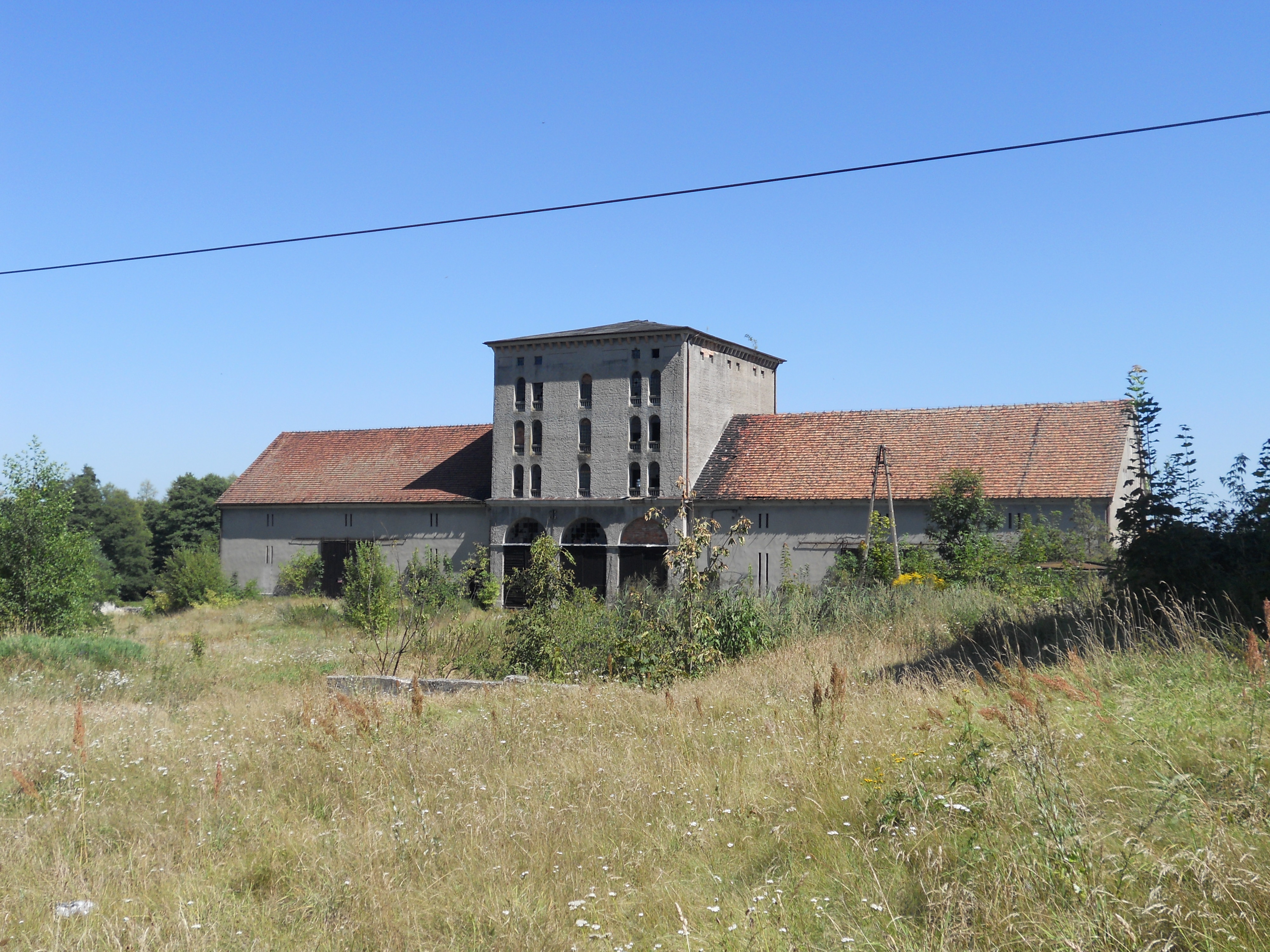
Erhaltener Speicher
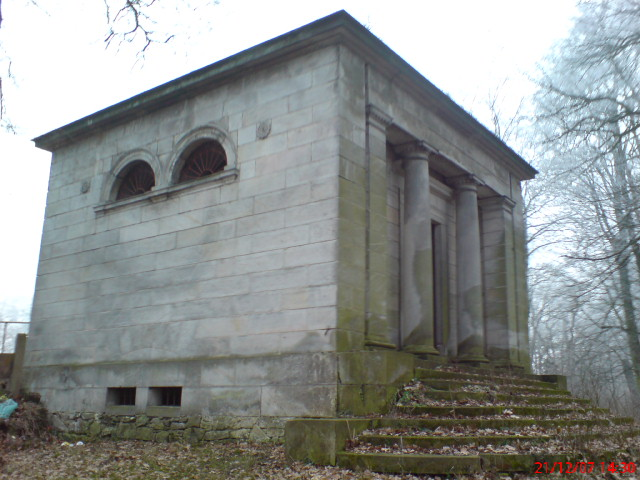
Mausoleum
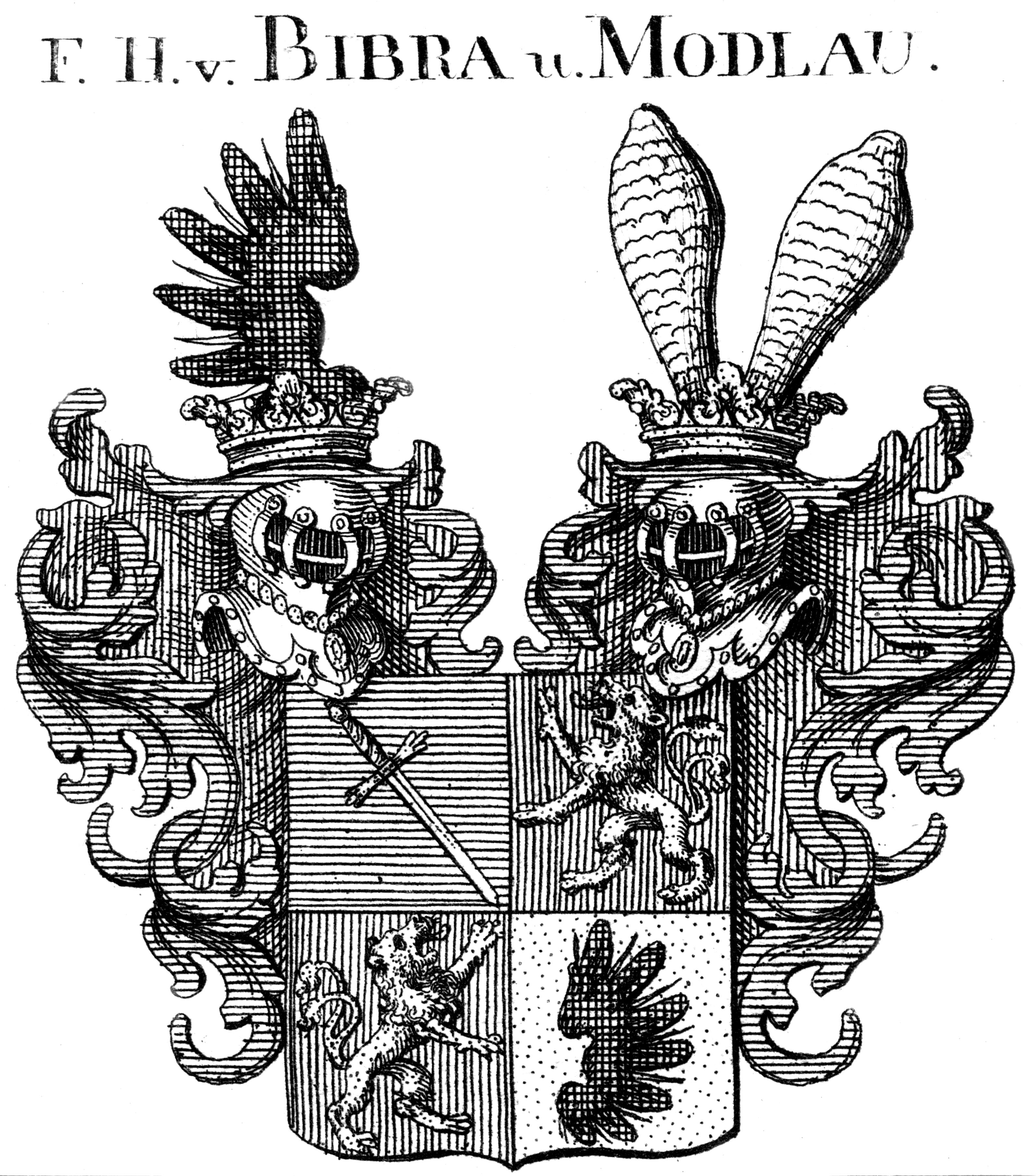
Wappen der von Bibran und Modlau